# Thréonate de magnésium
Le thréonate de magnésium est un composé chimique novateur et breveté dans le domaine de l'épidémiologie cognitive (parfois appelée santé cognitive). Il s'agit du sel de magnésium de l'acide L-thréonique destiné à améliorer l'apprentissage et la mémoire en augmentant la plasticité synaptique.

## Effet sur les synapses
Des recherches récentes ont montré qu'un traitement à base de thréonate de magnésium induisait, dans la région de l'hippocampe du cerveau, une augmentation de la densité et de la plasticité des synapses qui contribuerait à retarder les effets du vieillissement sur la mémoire et à limiter l'évolution de la maladie d'Alzheimer,,.